# Empire Awards 2015

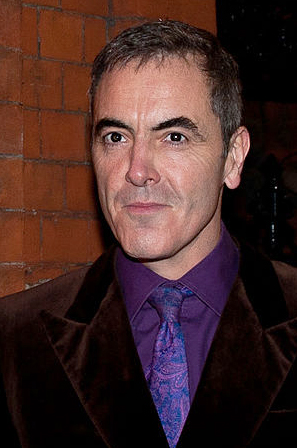
James Nesbitt, conduttore della 20ª edizione

La 20ª edizione degli Empire Awards o 20ª edizione degli Jameson Empire Awards, organizzata dalla rivista cinematografica inglese Empire, si è svolta il 29 marzo 2015 al Grosvenor House Hotel di Londra, ed ha premiato i film che sono usciti nel 2014.

## Vincitori e candidati
I vincitori sono indicati in grassetto, a seguire gli altri candidati.
 Miglior film 
- Interstellar, regia di Christopher Nolan
- Boyhood, regia di Richard Linklater
- Apes Revolution - Il pianeta delle scimmie (Dawn of the Planet of the Apes), regia di Matt Reeves
- Lo Hobbit - La battaglia delle cinque armate (The Hobbit: The Battle of the Five Armies), regia di Peter Jackson
- The Imitation Game, regia di Morten Tyldum

 Miglior film britannico 
- Kingsman - Secret Service (Kingsman: The Secret Service), regia di Matthew Vaughn
- Paddington, regia di Paul King
- The Imitation Game, regia di Morten Tyldum
- La teoria del tutto (The Theory of Everything), regia di James Marsh
- Under the Skin, regia di Jonathan Glazer

 Miglior attore 
- Andy Serkis - Apes Revolution - Il pianeta delle scimmie (Dawn of the Planet of the Apes)
- Benedict Cumberbatch - The Imitation Game
- Bradley Cooper - American Sniper
- Eddie Redmayne - La teoria del tutto (The Theory of Everything)
- Richard Armitage - Lo Hobbit - La battaglia delle cinque armate (The Hobbit: The Battle of the Five Armies)

 Miglior attrice 
- Rosamund Pike - L'amore bugiardo - Gone Girl (Gone Girl)
- Alicia Vikander - Ex Machina
- Emily Blunt - Edge of Tomorrow - Senza domani (Edge of Tomorrow)
- Felicity Jones - La teoria del tutto (The Theory of Everything)
- Keira Knightley - The Imitation Game

 Miglior regista 
- Christopher Nolan - Interstellar
- Matt Reeves - Apes Revolution - Il pianeta delle scimmie (Dawn of the Planet of the Apes)
- Morten Tyldum - The Imitation Game
- Peter Jackson - Lo Hobbit - La battaglia delle cinque armate (The Hobbit: The Battle of the Five Armies)
- Richard Linklater - Boyhood

 Miglior debutto maschile 
- Taron Egerton - Kingsman - Secret Service (Kingsman: The Secret Service)
- Dan Stevens - The Guest
- Daniel Huttlestone - Into the Woods
- Ellar Coltrane - Boyhood
- Jack O'Connell - Unbroken

 Miglior debutto femminile 
- Karen Gillan - Oculus - Il riflesso del male (Oculus) e Guardiani della Galassia (Guardians of the Galaxy)
- Carrie Coon - L'amore bugiardo - Gone Girl (Gone Girl)
- Essie Davis - Babadook (The Babadook)
- Gugu Mbatha-Raw - La ragazza del dipinto (Belle)
- Sophie Cookson - Kingsman - Secret Service (Kingsman: The Secret Service)

 Miglior thriller 
- The Imitation Game, regia di Morten Tyldum
- Captain America: The Winter Soldier, regia di Anthony e Joe Russo
- L'amore bugiardo - Gone Girl (Gone Girl), regia di David Fincher
- Kingsman - Secret Service (Kingsman: The Secret Service), regia di Matthew Vaughn
- Locke, regia di Steven Knight

 Miglior horror 
- Babadook (The Babadook), regia di Jennifer Kent
- Annabelle, regia di John R. Leonetti
- Oculus - Il riflesso del male (Oculus), regia di Mike Flanagan
- The Guest, regia di Adam Wingard
- Under the Skin, regia di Jonathan Glazer

 Miglior sci-fi/fantasy 
- X-Men - Giorni di un futuro passato (X-Men: Days of Future Past), regia di Bryan Singer
- Apes Revolution - Il pianeta delle scimmie (Dawn of the Planet of the Apes), regia di Matt Reeves
- Guardiani della Galassia (Guardians of the Galaxy), regia di James Gunn
- Interstellar, regia di Christopher Nolan
- Lo Hobbit - La battaglia delle cinque armate (The Hobbit: The Battle of the Five Armies), regia di Peter Jackson

 Miglior commedia 
- Paddington, regia di Paul King
- 22 Jump Street, regia di Phil Lord e Chris Miller
- Grand Budapest Hotel (The Grand Budapest Hotel), regia di Wes Anderson
- Finalmente maggiorenni 2, regia di Iain Morris e Damon Beesley
- The LEGO Movie, regia di Phil Lord e Chris Miller

 Fatto in 60 secondi 
- Oliver Jones e Robert Kenyon - Ghostbusters

## Premi onorari
- Empire Hero Award: Cast de Il Trono di Spade
- Empire Inspiration Award: Christopher Nolan
- Empire Legend Award: Ralph Fiennes[1]